# Антіопі Мелідоні
Антіопі Мелідоні (11 жовтня 1977) — грецька ватерполістка.
Призерка Олімпійських Ігор 2004 року.
Чемпіонка світу з водних видів спорту 2011 року.